# Paweł Januszewski
Paweł Januszewski (né le 2 janvier 1972 à Pyrzyce) est un athlète polonais, spécialiste du 400 m haies.

## Carrière
Champion d'Europe en 1998, il est également médaillé d'or à l'Universiade de 1999 et s'adjuge un record de 48 s 17 le 20 août 1998 à Budapest. Il participe aux Jeux olympiques de Sydney en 2000 où il s'incline en finale dans un temps de 48 s 44, terminant 6e. Il arrête les compétitions en 2004.

### Palmarès
| Année | Compétition           | Lieu              | Résultat | Performance |
| ----- | --------------------- | ----------------- | -------- | ----------- |
| 1998  | Championnats d'Europe | Budapest          | 1er      | 48 s 18     |
| 1999  | Universiade           | Palma de Majorque | 1er      | 48 s 64     |
| 1999  | Championnats du monde | Séville           | 5e       | 48 s 19     |
| 2000  | Jeux olympiques       | Sydney            | 6e       | 48 s 44     |
| 2001  | Championnats du monde | Edmonton          | 6e       | 48 s 57     |
| 2002  | Championnats d'Europe | Munich            | 3e       | 48 s 46     |

### Records
| Épreuve          | Performance | Lieu     | Date         |
| ---------------- | ----------- | -------- | ------------ |
| 400 mètres       | 46 s 14     | Poznań   | 18 août 2002 |
| 400 mètres haies | 48 s 17     | Budapest | 20 août 1998 |